# Жељко Мијановић
Жељко Мијановић (Врбас, 1960 — Београд, 6. јануар 2019) био је југословенски и српски драматург и сценариста. Широј јавности познат је као сценариста филмова Тамна страна Сунца и Три карте за Холивуд.

## Биографија
Рођен је 1960. године у Врбасу. Основну школу завршио је у Никшићу, као и Гимназију Стојан Церовић, а након тога Филолошки факултет у Београду, на смеру за српскохрватски језик и југословенску књижевност.
Био је члан Председништва Удружења филмских уметника Србије, а за свој рад добио је велики број награда и признања

Преминуо је 6. јануара 2019. године у Београду, где је живео и радио више од 30 година, а иза себе је оставио супругу и троје деце.

## Каријера
Током студирања осамдесетих година радио је као сатиричар за Студент, студентски часопис Београдског универзитета, а паралелно са тим радом објављивао је и поезију у водећим југословенским часописима тог времена. Године 1990. објавио је збирку песама Вођење љубави.
Мијановић је аутор сценарија великог броја ТВ емисија, укључујући ТВ филмове Осми дан у недељи (1990) и Мефисто (2000). Радио је и као сценариста кратких филмова 12 спратова телевизије (1998), Виндоус 99 (1999), Последњи дочек (2002).
Написао је сценарије за дугометражне филмове Три карте за Холивуд (1993), Тамна страна Сунца (1997), као и за филм У име оца и сина (1999), сва три у режији Божидара Николића, као и за дугоментражни филм Луча Његошеве ноћи (2019).
У Народном позоришту у Београд 1994. године изведен је његов први позоришни комад Помози ми, а након тога и Како убити супругу (Народно позориште „Зоран Радмиловић“, Зајечар 1995.), Балкански терминатор (Народно позориште Сомбор, 1996.), Виторио јес био мали али је био добар човек (Позориште Славија, Београд, 2007.), Кирби (Позориште Славија, Београд, 2007.), Маестро (Позориште Славија, Београд, 2008.), Конак у Крагујевцу (Књажевско-српски театар, Крагујевац, 2008.) Балада о труби (Позориште лутака Ниш, 2009.), Лажи ме (Академија 28, Београд, 2016.), Повратак у Монтенегро (Позориште Славија, Београд, 2015.), Црногорска веза (Академија 28, Београд, 2015.) и многи други.
Радио је и као драматург и писац сонгова на позоришним представама и мјузиклима Поље пуно бисера и Зоотека (Позориште лутака „Пинокио”, Београд), Женидба и удадба и Мистер Долар (Позориште на Теразијама, Београд, 2016.), Војвођанска рапсодија (Српско народно позориште, Нови Сад, 2017), Било једном у Банату (Народнон позориште Зрењанин, 2018) и на многим другима.
Његов последњи текст изведен на сцени био је пројекат реализован са Петром Божовићем, под називом Зауставите Земљу, хоћу да изађем, 2018. године.
У периоду од 1994—1998. године написао је више од сто сценарија за докуменатрну серију Радио-телевизије Србије Пулс, која се бавила феноменима електронских медија. Либерто за оперу Татјане Милошевић, Ко је убио принцезу Монд (2012) написао је заједно са Владимиром Косићем, као и либерто за мини-оперу Адонис и Галатеја (2015).
Добитник је више награда и признања, а 2017. године додељена му је Захвалница за изузетан допринос раду Позоришта на Теразијама.

## Филмографија
| Год.   | Назив                  | Улога                                        |
| ------ | ---------------------- | -------------------------------------------- |
| 1980-е |                        |                                              |
| 1988.  | Тамна страна Сунца     | сценариста, помоћник режисера и писац музике |
| 1989.  | Осми дан у недељи      | сценариста                                   |
| 1990-е |                        |                                              |
| 1993.  | Три карте за Холивуд   | сценариста                                   |
| 1993.  | 12 спратова телевизије | сценариста                                   |
| 1999.  | Виндоус 99             | сценариста                                   |
| 1999.  | У име оца и сина       | сценариста                                   |
| 2000-е |                        |                                              |
| 2002.  | Хотел са 7 звездица    | сценариста                                   |
| 2002.  | Последњи дочек         | сценариста                                   |
| 2002.  | Акција Тигар           | сценариста (идеја)                           |
| 2010-е |                        |                                              |
| 2019.  | Луча Његошеве ноћи     | сценариста                                   |